# Tiaan Jacobs
Pour les articles homonymes, voir Jacobs.
Pas d'image ? Cliquez ici

a Compétitions nationales et continentales officielles uniquement.

b Matchs officiels uniquement.
Dernière mise à jour le 2 mars 2025.
Tiaan Jacobs, né le 16 août 2004 à East London (Afrique du Sud), est un joueur sud-africain de rugby à XV jouant au poste de troisième ligne centre à l'Union Bordeaux Bègles.

## Biographie
Tiaan Jacobs naît à East London en Afrique du Sud.
Il rejoint le centre de formation du Biarritz olympique en 2022 après avoir évolué au Selborne College (en) dans la province du Cap-Oriental en Afrique du Sud. 
En 2024, il est sélectionné en équipe d'Afrique du Sud des moins de 20 ans pour le Championnat du monde junior. Ensuite, il s'engage à l'Union Bordeaux Bègles en Top 14 en compagnie de son coéquipier de Biarritz, Temo Matiu. 